# Sina Walden
Sina Walden (* 1933 in Moskau; † 27. Dezember 2024) war eine deutsche Fernseh- und Buchautorin, Übersetzerin und Tierrechtsaktivistin.

## Leben und Werk
Sina Walden war die Tochter des Galeristen und Schriftstellers Herwarth Walden und der Übersetzerin Ellen Walden, geborene Bork. Die Familie lebte in Waldens ersten Lebensjahren im Exil in Moskau. Als ihr Vater 1941 inhaftiert wurde, kehrten seine Frau und Tochter nach Deutschland zurück.
Sina Walden studierte Jura in Heidelberg und Berlin. Sie arbeitete als freie Sachbuch- und Fernsehautorin (unter anderem Ehen vor Gericht, Das Fernsehgericht tagt, Alles Gute, Köhler, Körpersprache). Für Ehen vor Gericht wurde sie 1973 mit der Goldenen Kamera ausgezeichnet. Sie lebte in München und Italien.
Seit 1983 engagierte sie sich vor allem in Bürgerinitiativen und Basisgruppen für Tierrechte, indem sie zahlreiche Artikel, Essays und Buchrezensionen veröffentlichte, und Fernsehauftritte und Vorträge bestritt. Bekanntheit erlangte Walden durch ihr 1984 gemeinsam mit Gisela Bulla verfasstes Buch Endzeit für Tiere. Ein Aufruf zu ihrer Befreiung. Diese Publikation und Waldens persönliche Freundschaft mit dem Schriftsteller Hans Wollschläger waren Anlass für dessen Essay Tiere sehen dich an oder das Potential Mengele, der sich gegen den seiner Meinung nach zweifelhaften Umgang mit Nutz- und Versuchstieren engagiert.

## Veröffentlichungen
- (mit Gisela Bulla): Endzeit für Tiere. Ein Aufruf zu ihrer Befreiung. Rowohlt Verlag, Reinbek 1992, ISBN 3-499-19310-8.

als Übersetzerin
- Emilio Sanna: Verrückt hinter Gittern. Von den Leiden der Zootiere (1992).
- Emilio Sanna: Affenliebe – Affenschande. Wie wir die Tiere zu Irren hinter Gittern machen. Mit einem Vorwort von Sina Walden (1987).